# Skeppsvik, Nyköpings kommun
Skeppsvik är en bebyggelse som ligger strax öster om Nävekvarn vid norra stranden av Bråviken i Tunabergs socken i Nyköpings kommun. Före 2015 avgränsades denna bebyggelse av SCB till en småort. Vid avgränsningen 2015 ingick även bebyggelse österut i området Sjöskogen och denna klassades då som en tätort som namnsattes till Skeppsvik och Sjöskogen. Vid avgränsningen 2023 hade befolkningen minskat och den klassades då som småort.

## Befolkningsutveckling
| Befolkningsutvecklingen i Skeppsvik och Sjöskogen 2015–2020                                             | Befolkningsutvecklingen i Skeppsvik och Sjöskogen 2015–2020 | Befolkningsutvecklingen i Skeppsvik och Sjöskogen 2015–2020 | Befolkningsutvecklingen i Skeppsvik och Sjöskogen 2015–2020 | Befolkningsutvecklingen i Skeppsvik och Sjöskogen 2015–2020 |
| --- | ----------------------------------------------------------- | ----------------------------------------------------------- | ----------------------------------------------------------- | ----------------------------------------------------------- |
| |                                                             |                                                             |                                                             |                                                             |
| År |                                                             |                                                             | Folkmängd                                                   | Areal (ha)                                                  |
| 2015 | 2015                                                        |                                                             | 243                                                         | 143                                                         |
| 2020 | 2020                                                        |                                                             | 214                                                         | 142                                                         |
| Anm.: ny tätort 2015. Var före dess småort och fritidshusområde som 2010 hade 233 invånare på 78 hektar |                                                             |                                                             |                                                             |                                                             |